# ヒロバスゲ
ヒロバスゲ Carex insaniae Koidz. 1930 はカヤツリグサ科スゲ属の植物の1つで、アオバスゲなどに似て葉幅が広い。また普通の花序の他に葉の基部に短い花序を付ける。

## 特徴
常緑の多年生の草本。根茎は倒れたようになり、多数の葉は立たず、広がって伸びる。葉の長さは30-40cm、鮮やかな濃緑色で光沢があり、葉質はやや厚みのある草状革質で、縦に襞がある。葉幅は変異があって8-15mm、広いものは2cmに達するものもある。基部の鞘は淡褐色で繊維状に細かく裂ける。
花期は5-6月。花茎は葉の間に出て葉より短いが、その一部が短くてくねった形で出る。花茎の長さは長い方では30cmまで、短い方は5cm程にしかならず、葉の根元に埋もれ、根際を這うように伸びる。頂小穂は雄性で棍棒状、長さ1-3cm、太さ3-4mm。雄花鱗片は淡褐色で先端は短く芒状に突き出す。側小穂は雌性で1-3個あり、互いに離れてついている。雌小穂の形は太めの円柱形で長さ2cmまで。苞には鞘があり、葉身は大きいものでも小穂より短い。雌花鱗片は先端が丸くなってその先が短く突き出して終わる。果胞は斜めに開き気味に突き出し、長さ5mm程度、暗緑色で微毛がある。また多数の細かい脈があり、嘴は短く、先端の口部は凹んだ形になっている。痩果は長さ3-4mm、頂部には環状の付属体があり、その基部は太い柄となっている。また断面は3稜形で、その稜の中央部が凹んでくびれたようになっている。

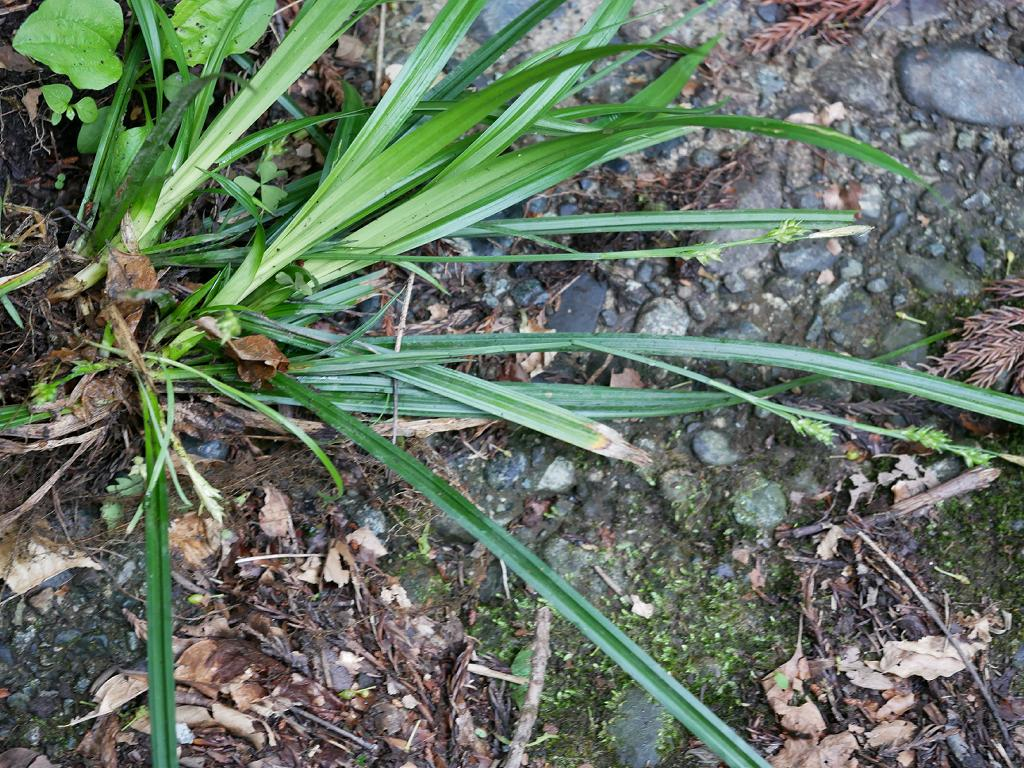
全株の姿
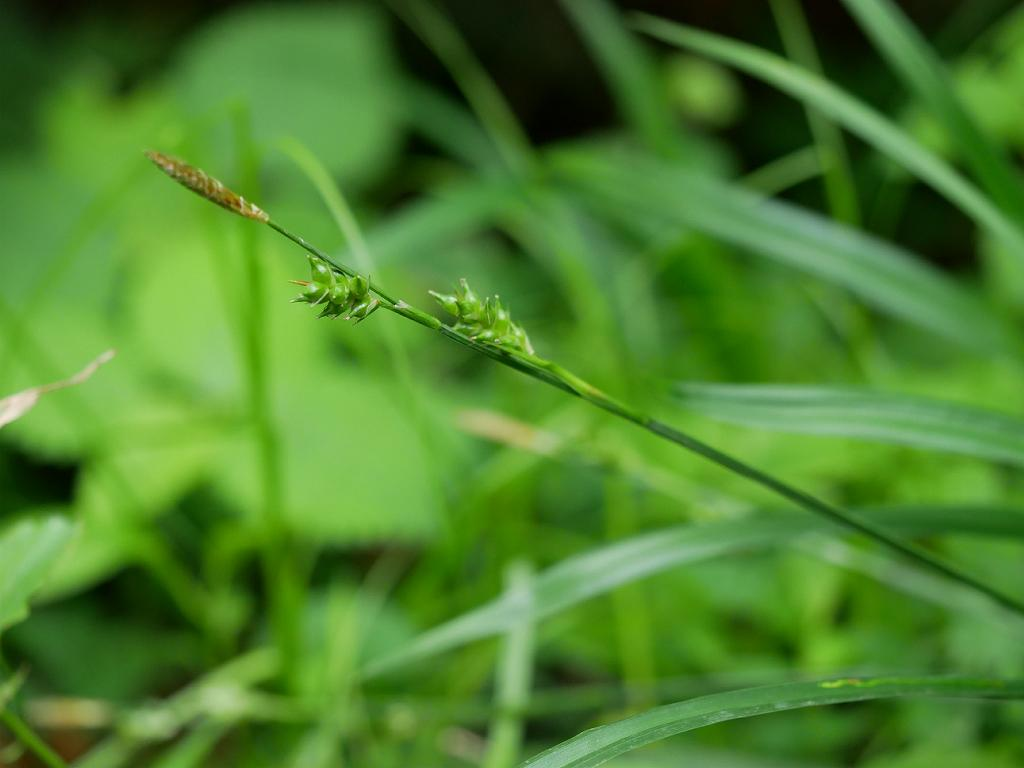
背の高い花序枝の先端付近
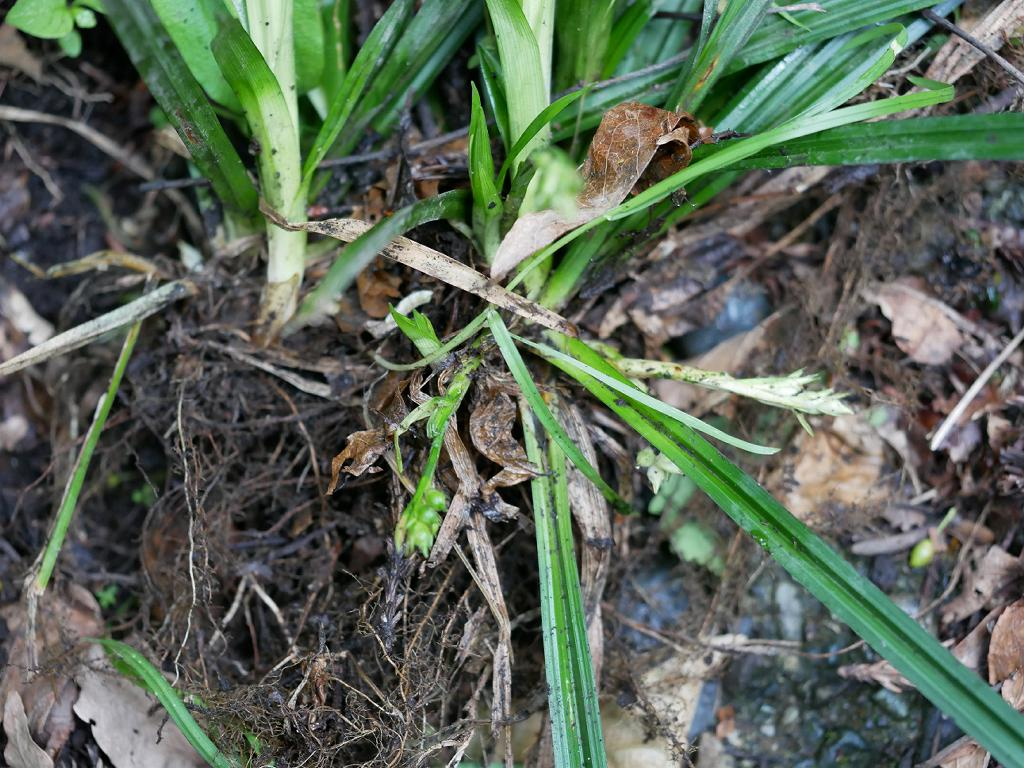
根元の短い花茎

## 分布と生育環境
本州の日本海側、北海道、それに南千島に分布する。ただし勝山(2015)では日本固有種で本州の中部以北の日本海側と北海道に分布、とある。
やや湿った樹林内に生育する。

## 分類、類似種など
頂小穂雄性、側小穂雌性、苞には鞘があり、果胞は大きくて長い嘴があり、柱頭が3岐、痩果の先端に円環状の付属体がある、といった特徴から勝山(2015)では本種をヒエスゲ節 Sect. Rhomboidales に含める。この節には日本では12種ほどが含まれているが、特に本種とよく似ているのが以下の2種である。
- C. papillaticulmis アオバスゲ（＝ var. papillaticulmis）
- C. subdita アオヒエスゲ（＝var. subdita）

この3種は雌小穂が少数花、果胞が有毛といった点でも共通している。主な区別点は葉の幅で、葉幅が2-4mmがアオヒエスゲ、4-8mmがアオバスゲ、8-12mmがヒロバスゲである。ただし中間的なものもあり、特にアオバスゲとアオヒエスゲとは判断が難しい場合があるという。その点、本種については葉幅の他に痩果がやや大きくてその中央がくびれるというのが比較的はっきりした区別点となる。また根際に短い花茎を出すのも他の種ではあまり見られない特徴である。なお、YListではこの3種をヒロバスゲの変種として扱っている。学名は上記括弧に入れて示した。

## 保護の状況
環境省のレッドデータブックには指定がないが、県別では山口県で絶滅危惧I類、鳥取県で絶滅危惧II類、大分県では準絶滅危惧の指定となっている。大分県には県の北西部に九州唯一の産地があり、個体数は少ないという。鳥取県でも生育地は1カ所のみで、森林伐採などが行われると絶滅する危険があるとされている。